# Tommy Mottola

Il logo della Sony

Thomas Daniel Mottola Jr. (New York, 14 luglio 1949) è un produttore discografico statunitense di origini italiane.

## Biografia
È comproprietario dell'etichetta Casablanca Records, in joint venture con la Universal Music Group. Ha guidato per quasi 15 anni la Sony Music fin quando Michael Jackson lo accusò di aver boicottato un suo album, diverbio che portò al suo licenziamento e di sfruttare i cantanti di colore; è anche maggiore azionista della Columbia.
Mottola è noto inoltre come mentore ed ex talent scout, avendo collaborato con artisti come Hall & Oates, Carly Simon, John Mellencamp, Diana Ross, Taylor Dayne negli anni settanta ed anni ottanta, nonché Mariah Carey (anche sua ex moglie) negli anni novanta. 

### Vita privata
Sposato con la cantante messicana Thalía, la coppia ha due figli.